# Best Friend (chanson de Saweetie)
Pour les articles homonymes, voir Best Friend.
Singles par Saweetie
Back to the Streets (en)
(2020) Slow Clap (en)
(2021)
Singles par Doja Cat
Baby, I'm Jealous (en)
(2020) 34+35 (en)
(2021)
Best Friend est une chanson de Saweetie featuring Doja Cat sortie le 7 janvier 2021 en tant que troisième single extrait de Pretty Bitch Music (en), le premier album studio de Saweetie.

## Historique

### Sortie
Le label Warner Records publie Best Friend le 4 décembre 2020 sans le consentement de Saweetie qui le dénonce via ses réseaux sociaux. La chanson est supprimée des plateformes numériques quelques heures plus tard.
Elle sort officiellement le 7 janvier 2021. Après Tap In (en) et Back to the Streets (en), il s'agit du troisième single issu du premier album studio de Saweetie, Pretty Bitch Music (en).

### Remixes
Le premier remix de Best Friend sort le 5 mars 2021. Le premier couplet de Doja Cat est remplacé par un nouveau couplet qui est interprété par la rappeuse britannique Stefflon Don. Il est suivi d'un deuxième remix qui comporte un couplet interprété par la rappeuse chinoise Vava. Dans le troisième remix officiel de la chanson, les couplets de Saweetie et de Doja Cat sont remplacés par des couplets interprétés par la rappeuse néo-zélandaise JessB (en) et la musicienne australienne Okenyo (en). Ces trois versions sont réunies dans un extended play nommé Best Friend (Remix EP) qui sort le 19 mars 2021.
Un remix contenant un couplet en coréen interprété par la chanteuse sud-coréenne Jamie et un couplet en japonais interprété par la rappeuse japonaise Chanmina sort le mois suivant. En Allemagne, le remix de l'artiste Katja Krasavice propulse la chanson en première position du top singles daté du 30 avril 2021.

## Clip vidéo
Le clip vidéo de Best Friend est réalisé par Dave Meyers. Il commence par une introduction mettant en vedette l'acteur King Bach.

## Classements hebdomadaires
| Classement (2021)                              | Meilleure position |
| ---------------------------------------------- | ------------------ |
| Allemagne (GfK Entertainment)                  | 1                  |
| Australie (ARIA)                               | 35                 |
| Australie (ARIA Hip Hop/R&B)                   | 11                 |
| Belgique (Flandre Ultratip Bubbling Under 100) | Tip                |
| Belgique (Flandre Ultratop R&B/Hip-Hop)        | 21                 |
| Canada (Hot 100)                               | 40                 |
| Canada (CHR/Top 40)                            | 40                 |
| Canada (Digital Songs)                         | 18                 |
| États-Unis (Hot 100)                           | 14                 |
| États-Unis (Digital Songs)                     | 4                  |
| États-Unis (Mainstream R&B/Hip-Hop)            | 14                 |
| États-Unis (Pop Airplay)                       | 18                 |
| États-Unis (R&B/Hip-Hop Airplay)               | 6                  |
| États-Unis (R&B/Hip-Hop Songs)                 | 7                  |
| États-Unis (Radio Songs)                       | 16                 |
| États-Unis (Rap Airplay)                       | 6                  |
| États-Unis (Rap Songs)                         | 6                  |
| États-Unis (Rhythmic Songs)                    | 1                  |
| États-Unis (Streaming Songs)                   | 20                 |
| États-Unis (Rolling Stone Top 100 (en))        | 15                 |
| France (SNEP)                                  | 12                 |
| Global 200                                     | 31                 |
| Global Excl. U.S.                              | 101                |
| Grèce (IFPI Greece)                            | 34                 |
| Irlande (Irish Singles Chart)                  | 36                 |
| Lituanie (AGATA)                               | 55                 |
| Nouvelle-Zélande (RMNZ)                        | 39                 |
| Portugal (AFP)                                 | 123                |
| Roumanie (Airplay 100)                         | 77                 |
| Royaume-Uni (UK Singles Chart)                 | 35                 |
| Royaume-Uni (UK R&B Chart)                     | 16                 |
| Slovaquie (IFPI Singles Digitál)               | 64                 |